# Николай (Сораич)
Епи́скоп Никола́й (в миру Ни́кола Сора́ич, серб. Никола Сорајић, англ. Nicholas Soraich; 9 апреля 1949, Бьютт, штат Монтана) — епископ РПЦЗ на покое, бывший епископ Ситкинский, Анкориджский и Аляскинский Православной Церкви в Америке. Ныне настоятель Прихода всех святых в Лас-Вегасе, клирик Западно-Американской епархии РПЦЗ.
Тезоименитство — 6 / 19 декабря (святителя Николая Мирликийского).

## Биография
Его отец, Никола Сораич, прибыл в США из Герцеговины и планировал, что останется только несколько лет, заработает денег и вернётся обратно. Он высадился в Нью-Йорке, затем уехал в Чикаго, затем в Аризону, затем в Вайоминг и наконец обосновался в Бьютте, штат Монтана, где работал шахтёром. Там он женился на Веры Грэйс Обилович, которая родилась в Америке, но предки которой происходили из села Камено в Боке Которской. Там 9 апреля 1949 года и родился Николай. В Бьютте в то время было около 300 семей сербского происхождения.
Его родители были активными прихожанами местной православной общины. 24 декабря того же года крещён в сербской Троицкой церкви в Бьютте.
По окончании школы в 1967 году поступил в Православную семинарию Христа Спасителя в Джонстауне, штат Пеннсильвания.
8 августа 1970 года принял постриг в малую схиму с наречением имени в честь святителя Николая Чудотворца. На следующий день рукоположён в сан диакона.
После окончания семинарии со степенью бакалавра богословия 4 июня 1972 года в сербском соборе святого Стефана Первовенчанного в Альгамбре, штат Калифорния, рукоположён в сан иеромонаха и направлен на служение в город Биллингс, штат Монтана, где он организовал приход святого Илии. В 1974 году состоялось освящения здание прихода.
Совмещал свои пастырские обязанности с работой полицейского надзирателя для условно-досрочно освобождённых несовершеннолетних в 1972—1976 годах, и завуча Центральной средней школы Биллингса с 1976 по 1978 год. Получил квалификацию как профессиональный советник по перевоспитанию и реабилитации.
В 1978—1979 годах обучался на Богословском факультете Белградского университета.
По возвращении в США в 1979 году направлен в город Лас-Вегас где организовал сербский приход во имя святого Симеона Мироточивого, чей храм был освящен в октябре 1983 года.
В октябре 1988 году получил канонический отпуст и был принят в Православную Церковь в Америке. 13 ноября этого года он совершил первую литургию в новообразованной Лас-Вегасской англоязычной миссии святого Павла. Вскоре был возведён в достоинство игумена. Приход собирался в различных местах в течение нескольких лет, пока не приобрёл собственное имущество на Энни Оукли Драйв.
С 1989 года также послужил Церкви в миссионерском отделе Епархии Запада Православной Церкви в Америке, вскоре став его главой. Его работа на национальном уровне как члена миссионерского отдела Православной Церкви в Америке и межъюрисдикционного Православно-Христианского Миссионерского Центра послужила устроению много новых миссий по всей Америке.
В 1994 епископ Сан-Францисский Тихон (Фицджеральд) создал Лас-Вегасское миссионерское благочиние во главе которого был назначен игумен Николай, но уже в августе этого года игумен Николай был перемещён на должность епархиального секретаря, каковую занимал до 2001 года.
13 мая 1995 года, во время освящения здания храма в Лас-Вегасе митрополитом Феодосием и епископом Тихоном, возведён в сан во архимандрита.
В 1997 году был благочинным монастырей епархии, а в 1998 году назначен настоятелем монастыря Святого Иоанна Шанхайского в Сан-Франциско.
В июне 1999 года был участником 12-го всеамериканского собора.

### Архиерейство
21 марта 2001 года, на весеннем заседании Священного Синода Православной Церкви в Америке архимандрит Николай был избран титулярным епископом Балтиморским, викарием Митрополита всей Америки и Канады для управления Аляскинской епархией.
22 апреля 2001 года после освящения кафедрального собора святого Серафима в Далласе, состоялось его архиерейская хиротония, которую совершил митрополит всей Америки и Канады Феодосий, архиепископ Даллаский и Юга Димитрий (Ройстер), архиепископ Филадельский и Пенсильванский Герман (Свайко), архиепископ Детройтский и Румынской епископии Нафанаил (Попп), епископ Сан-Францисский и Запада Тихон (Фицджеральд).
В середине июня 2001 года епископу Николаю был поручен надзор за жизнь Епархии Аляски после смещения и последующего временного запрета епископа Иннокентия (Гулы), переведённого на должность викарного епископа Хэйгерстаунского. Летом того же года, епископ Николай посетил все основные территории благочиний штата и принял участие в ежегодных региональных конференциях в каждом благочинии.
По воспоминаниям епископа «епархия была в неспокойном состоянии. Была дезорганизация, раздробленность и низкий моральный дух. Семена раздора были повсюду. Я видел людей, которые выросли вместе, пошли в семинарию, и даже женились на представителях семей друг друга, пребывали в отчуждении». Епископ Николай сказал, что он также обнаружил, что епископ Иннокентий обратился в РПЦЗ, с целью перейти в эту юрисдикцию. «Епископ Иннокентий обещал, что половина приходов присоединится немедленно, а в течение года последуют остальные». По словам епископа Николая, когда он прибыл на Аляске, существовали три нерешённые проблемы, которые необходимо решить: духовенство, Свято-Германовская духовная семинария и финансовое положение в епархии: «Когда я приехал сюда, не было буквально денег в банке для епархии. Все были взяты и использованы»; многие представители духовенства духовенства находились под запретом (всего в епархии служило 26 священников), а духовная семинария была в аварийном состоянии и находилась под угрозой закрытия.
Предпринял усилия для активизации жизни Свято-Германовской духовной семинарии в Кадьяке, поощряя поступление и восстановление разрешения работы школы в рамках государственных инструкций.
31 октября 2001 года 82 делегата от Аляскинских приходов единогласно проголосовали за назначение епископа Николая на Аляскинскую кафедру, что и было сделано на внеочередной сессии Архиерейского Синода Церкви 14-15 ноября того же года. 5 марта 2002 года настолован в Михаило-Архангельском соборе города Ситки.
Приложил немалые труды для углубления духовности, расширения миссии, возрождения Свято-Германовной духовной семинарии в Кадьяке, укрепления финансового положения епархии. 22 ноября 2001 года начал работать сайт епархии.
С 3 по 19 февраля 2004 года по благословению Патриарха Московского и всея Руси Алексия II епископ Николай находился в России с паломнической поездкой к святыням Русской Православной Церкви. Большую часть этого времени Владыка Николай провел в Свято-Троицкой Сергиевой Лавре
В июле 2004 года в первый раз посетил Герцеговину, где встретился со своими родственниками. Несмотря на то, что епископ Николай почти всю жизнь прожил в США, он прекрасно владел сербским языком.
В июле 2006 года во второй раз в жизни побывал на родине своего отца в Любине (Герцеговина)) и в селе Дубочича и в первый раз посетил семью Обилович, родственников его матери Веры. Вместе с епископом Афанасием (Евтичем) участвовал в одном мероприятии в Требине, где рассказал о своём служении на Аляске. По словам епископа Николая «Епископ Захумско-Герцеговачкий Григорий принял меня как брата. Открыл все двери для меня, и позволил мне совершать богослужение в любом храме его епархии».

### Конфликт и уход на покой
4 марта 2008 года решением Священного Синода Православной Церкви в Америке епископ Николай был отправлен в отпуск на неопределённое время. По итогам встречи Секретарь Священного Синода архиепископ Оттавский и Канадский Серафим (Сторхейм) направил официальное письмо епископу Николаю, в котором отмечается, что члены Священного Синода получили большое число жалоб от благочинных, клириков и мирян Аляскинской епархии. «Не опираясь на слухи и в то же время принимая во внимание серьёзность» выдвинутых обвинений, члены Священного Синода, по предложению самого епископа Николая, обсудили сложившееся положение со всеми иерархами ПЦА. Все они единодушно высказались за временное отстранение епископа Николая от управления епархией — в соответствии с уставом ПЦА и Апостольскими правилами 74 и 34. Решением Митрополита всея Америки и Канады Германа епископу Николаю предписано временно покинуть территорию епархии. Руководство епархией будет возложено на временного управляющего, которого назначит Митрополит Герман; будет также сформирован специальный «комитет, который рассмотрит поступившие жалобы и обвинения».
Епископ Аляскинский Николай отказался подчиняться решению Священного Синода и заявил, что не намерен покидать Аляскинскую епархию. Также он обратился к духовенству Аляски с требованием по-прежнему признавать его как епархиального архиерея. В письме от 5 марта на имя Митрополита Германа епископ Николай заявил: «Я не собираюсь уходить в отпуск и разрешать проведение расследования комитетом, который не предусмотрен канонами и с которым не может смириться моя совесть православного епископа».
7 марта Митрополит Герман в письме епископу Николаю заверил иерарха, что члены Священного Синода «не противники (епископа Николая), мы братья; именно в этом духе Вы обратились к нам за помощью, и мы дали свои указания»; «Думаю, Вы очень хорошо знаете, что жалобы на Ваши действия внутри епархии не связаны со стилем Вашего руководства, отрицательными отзывами в прессе или чем бы то ни было, что может быть опубликовано в Интернете. Письма с жалобами поступили от авторитетных лиц — как духовенства, так и мирян». «Формальных обвинений нет, и наше предварительное расследование… не должно рассматриваться как заменяющее уставные или канонические процедуры, если таковые потребуются».
Также 7 марта Предстоятель ПЦА направил послание клирикам и всем верующим Аляскинской епархии, в котором сообщил, что епископ Николай «отправлен в обязательный отпуск начиная с 4 марта 2008 года, и ему предписано покинуть епархию на время проведения расследования по поступившим жалобам». Указом Митрополита Германа духовенству Аляски предписывалось не поминать епископа Николая как правящего архиерея: «За богослужениями должно возноситься имя только Предстоятеля Православной Церкви в Америке».
27 марта 2008 года Священный Синод ПЦА поручил архиепископу Детройтскому Нафанаилу (Поппу) и епископу Филадельфийскому и Восточно-Пенсильванскому Тихону (Молларду) посетить на следующей неделе Аляскинскую епархию для изучения сложившейся ситуации, кроме того, «принимая заверения Его Преосвященства епископа Николая в готовности к полному сотрудничеству» с направляемой на Аляску комиссией, Синод отменил ранее принятое решение о временном отстранении владыки Николая от управления епархией.
17 апреля заседании Священного Синода Американской Православной Церкви епископ Николай после заслушивания рапорта архиепископа Нафанаила и епископа Тихона, а также после совещания Священного Синода согласился уйти в добровольный отпуск до вынесения окончательного решения Синодом по сложившейся ситуации в Аляскинской епархии в мае 2008 года. Управление епархией до майского заседания Синода было возложено на Предстоятеля ПЦА митрополита Германа. Помогать в управлении Аляскинской епархией Его Блаженству будет епископ Сан-Францисский Вениамин. В своем послании, адресованном клирикам и прихожанам Аляскниской епархии, митрополит Герман указал, на то, что имя временно отстраненного от управления епархией епископа Николая по-прежнему должно поминаться на богослужениях до окончательного разрешения сложившейся ситуации.
13 мая 2008 года решением Священного Синода Православной Церкви в Америке епископ Николай был отправлен за штат с титулом «бывший епископ Ситкинский». Временно управляющим Аляскинской епархией стал митрополит Герман (Свайко), а администратором епархии — епископ Сан-Францисский Вениамин (Питерсон). Священный Синод выразил надежду, что, несмотря на «канонические ограничения, которые накладываются на управление вдовствующей епархией», Митрополит Герман и епископ Вениамин смогут, опираясь на принципы икономии, восстановить нормальное положение в Аляскинской епархии.
В январе 2009 года сообщалось, что епископ Николай подал в суд на Православную Церковь в Америке за неправомерное по его мнению отстранение от управления епархией. Кроме того, он просил суд заставить ПЦА возместить ему «нанесенный моральный ущерб». Глава ПЦА митрополит Иона (Паффхаузен) направил письмо епископу Николаю с приглашением обсудить сложившуюся ситуацию и мирно её разрешить..

### В РПЦЗ
21 марта 2014 года «в ответ на письмо Архиерейского Синода Русской Православной Церкви Заграницей от 13 января 2014 года и после многого молитвенного размышления» Священный Синод Православной Церкви в Америке предоставил Епископу Николаю (Сораичу) канонический отпуск для перехода в клир Русской Православной Церкви Заграницей. В соответствии с условиями, изложенными РПЦЗ, епископ Николай отпускается в качестве епископа на покое и не будет иметь право участвовать в заседаниях Архиерейского Синода и Архиерейского Собора.
24 июня 2014 года Архиерейский Собор РПЦЗ утвердил принятие Архиерейским Синодом епископа Николая (Сораича), бывшего епископа Аляскинского Православной Церкви в Америке, на положении епископа на покое.